# SMBC東京ソルーア
SMBC東京ソルーア（SMBC TOKYO SOLUA）は、東京都千代田区を拠点に活動する女子バスケットボールチーム。母体企業は三井住友銀行。1955年創設。2025〜26年シーズンからWリーグに所属している。
全日本社会人バスケットボールチャンピオンシップに25年連続で出場した実績を持つ。チーム名の「SOLUA」とは、ポルトガル語で太陽を意味する「SOL」と月を意味する「LUA」を合わせた造語。

## 歴史
- 1955年 - 三井銀行女子バスケットボール部として創部。
- 1963年 - 関東実業団リーグ3部に初昇格。
- 1971年 - 女子インターバンク初優勝。
- 1999年 - 全国大会に初出場。関東実業団リーグ1部に初昇格。
- 2001年 - 母体企業の統合に伴い、三井住友銀行女子バスケットボール部に名称変更。
- 2011年 - 関東実業団リーグ1部優勝。
- 2013年 - 関東実業団リーグ1部優勝。
- 2019年 - 関東・東海地域リーグ1部優勝。
- 2024年 - 一般社団法人バスケットボール女子日本リーグ理事会において、Wリーグ入会が承認され、第27回Wリーグ (2025-26シーズン) からの参入が決定[1]。Wリーグ参入に伴い、チーム名「SMBC TOKYO SOLUA」とロゴマークを制定。
- 2025年 - チーム公式SNSを開設[2]。

## 選手とスタッフ

### スタッフ
- ヘッドコーチ - 今野駿
- アシスタントコーチ／アナリスト - 秋山皓太
- チーフマネージャー - 成井千夏
- マネージャー - 小島由莉
- マネージャー - 安父空
- トレーナー - 金子容子
- トレーナー - 柳田尚子
- 管理栄養士 - 尾出翔子
- 部長 - 山下剛史
- 副部長 - 森尻善雄
- 監督 - 中井敏昭

### 選手
| Pos   | No. | 名前       | 生年月日(年齢)         | 身長  | 出身             | 前所属           | 加入年 | 備考 |
| PG    | 17  | 中村和泉   | 1995年1月12日（30歳）  | 162cm | 早稲田大学       | SMBC             |        |      |
| PG    | 22  | 大久保和奏 | 1999年7月15日（26歳）  | 162cm | 明治学院大学     | SMBC             |        |      |
| PG/SG | 3   | 中村愛美   | 2004年4月9日（21歳）   | 165cm | 埼玉県           | 八雲学園高等学校 |        |      |
| PG/SG | 10  | 中谷まひる | 2000年10月20日（24歳） | 163cm | 大阪府           | 江戸川大学       |        |      |
| SG    | 14  | 西堀夏緒   | 2001年8月17日（23歳）  | 163cm | 東京都           | 松蔭大学         |        |      |
| SG    | 21  | 中山桂     | 2001年6月12日（24歳）  | 168cm | 群馬県           | 早稲田大学       |        |      |
| SF    | 9   | 篠原愛佳   | 1999年11月8日（25歳）  | 166cm | 拓殖大学         | SMBC             |        |      |
| SF    | 18  | 山下涼香   | 1999年9月18日（25歳）  | 171cm | 日本女子体育大学 | SMBC             |        |      |
| SF/PF | 19  | 吉田眞子   | 2001年7月21日（24歳）  | 175cm | 神奈川県         | 拓殖大学         |        |      |
| PF    | 15  | 久冨彩乃   | 1992年7月5日（33歳）   | 175cm | 早稲田大学       | SMBC             |        |      |
| PF    | 35  | 植松莉佳   | 1998年11月13日（26歳） | 177cm | 順天堂大学       | SMBC             |        |      |
| PF/C  | 54  | 太田咲里   | 2000年9月13日（24歳）  | 170cm | 千葉県           | 日本体育大学     |        |      |
| PF/C  | 87  | 林実花     | 2000年5月8日（25歳）   | 171cm | 東京都           | 日本大学         |        |      |
| C     | 31  | 熊倉菜々子 | 1998年1月28日（27歳）  | 177cm | 専修大学         | SMBC             |        |      |